# Sistema reproductor

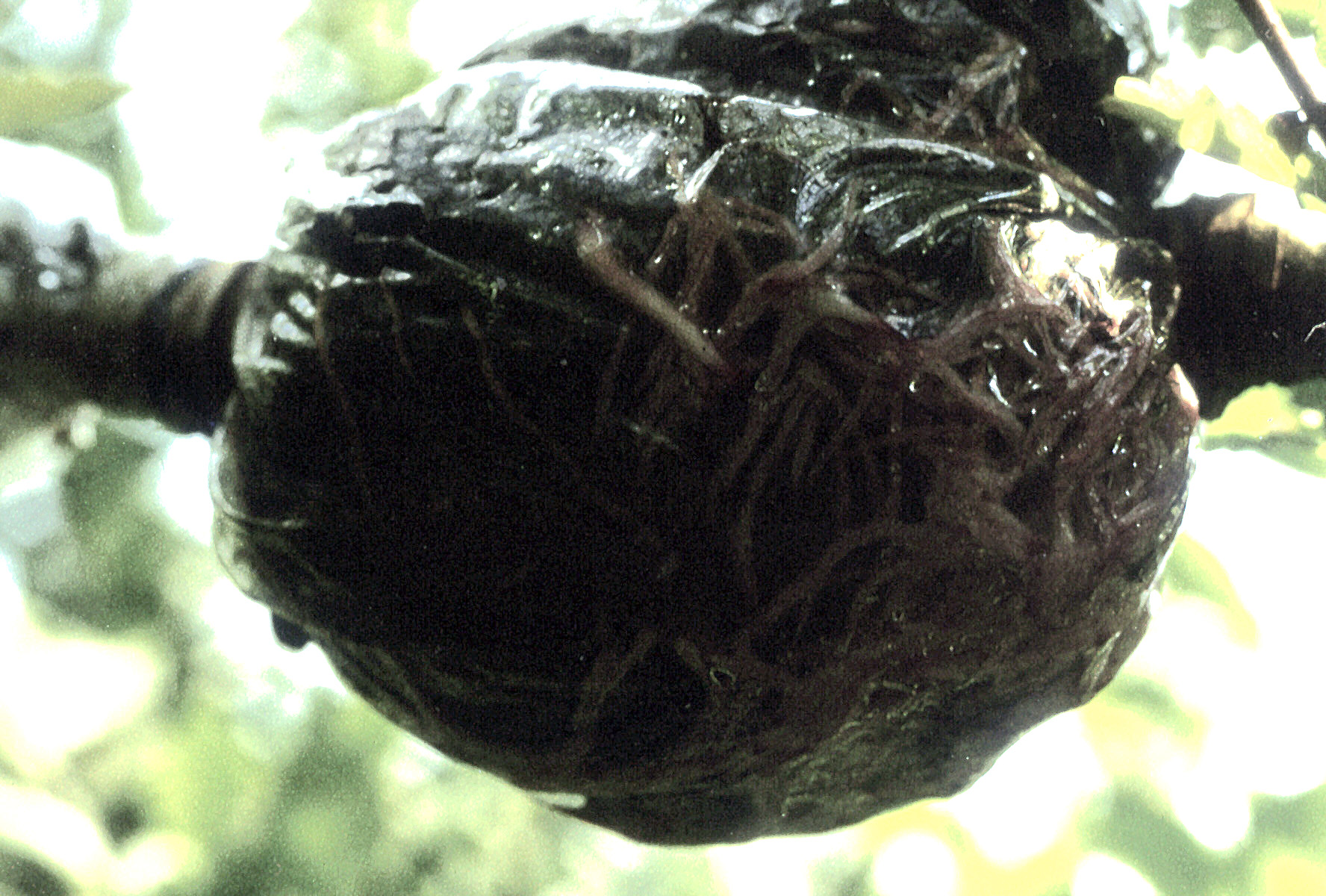
Reproducció vegetal

Els sistema reproductor és el conjunt d'òrgans que entre les seves funcions principals tenen la reproducció dels éssers vius.
Tots els éssers vius es reprodueixen, però hi ha diverses formes de reproducció que poden ser o no sexuals: escissió, gemmació, espores i partenogènesi són formes de reproducció asexual. En la reproducció asexual els nous individus són clònics, ja que comparteixen una càrrega genètica idèntica, excepte per les mutacions espontànies.
Comparteixen una mateixa sensibilitat als canvis ambientals, de tal manera que un canvi dràstic pot suposar la desaparició d'alguna d'aquestes espècies. Moltes espores són, això no obstant, formes de vida altament resistents a l'espera del restabliment de circumstàncies favorables.
La reproducció sexual suposa l'intercanvi de material genètic, amb la qual cosa els individus són diferents, excepte en el cas dels bessons idèntics. L'avantatge de la reproducció sexual és que els individus d'una determinada espècie tenen més capacitat d'adaptació davant de circumstàncies adverses, de tal manera que sobreviuen els individus que poden adaptar-se a un determinat canvi o que resisteixen una determinada malaltia.
La reproducció sexual pot ser externa o interna. És externa quan la fecundació es produeix en el medi extracorporal i interna quan ocorre en l'interior. La reproducció externa suposa l'emissió coordinada d'òvuls o d'ous per part d'individus femella i d'esperma per part d'individus mascles.
La reproducció interna es dona quan la fecundació es produeix a l'interior del cos de l'individu femella que actua com a receptor i que aporta un o diversos òvuls, al mateix temps que un individu mascle aporta l'esperma. En el cas d'éssers hermafrodites hermafrodita es dona una fecundació mútua, amb els òvuls de cada individu i l'esperma que l'altre li aporta.
Les malalties del sistema reproductor humà són molt comunes i esteses, particularment les malalties de transmissió sexual.

## Reproducció asexual
La reproducció vegetativa o asexual és la capacitat d'un individu de propagar-se a banda de la reproducció sexual. En aquests casos no cal la intervenció de cap altre organisme. De manera que els organismes fills són genèticament iguals al progenitor. És la reproducció pròpia dels procariotes, freqüentment es produeix entre els vegetals i esporàdicament es produeix en alguns animals (partenogènesi) especialment descrit entre els artròpodes, però també descrit entre els vertebrats. En general es considera que la reproducció asexual és la primera forma de replicació que aparegué en el decurs de l'evolució de les espècies, essent la sexualitat un tret més modern en l'evolució i associada plenament a les cèl·lules eucariotes tot i que aquests conservaren encara la capacitat de reproduir-se asexualment.

## Reproducció sexual
La reproducció sexual és un procés biològic mitjançant el qual els organismes originen descendents a través de la combinació de material genètic que normalment procedeix de dos individus de tipus sexuals diferents o solament de cèl·lules de tipus diferents. Aquests organismes posseeixen dos sexes adults distints, el mascle i la femella. Es caracteritza per la unió de dues cèl·lules especialitzades (cèl·lules sexuals o reproductores) anomenades gàmetes. Aquest procés s'anomena fecundació, i dona lloc a la formació d'un zigot, que es desenvoluparà en un embrió i més tard formarà un individu complet.
La reproducció sexual suposa l'intercanvi de material genètic, amb la qual cosa els individus són diferents, excepte en el cas de bessons idèntics. L'avantatge de la reproducció sexual és que els individus d'una determinada espècie tenen més capacitat d'adaptació davant de circumstàncies adverses, de tal manera que sobreviuen els individus que poden adaptar-se a un determinat canvi o que resisteixen una determinada malaltia.

## Sistema reproductiu en el ser humà
La reproducció humana té lloc per fertilització interna durant o després de les relacions sexuals. Durant aquest procés, el penis erecte del mascle s'insereix a la vagina de la femella fins que ejacula el semen, el qual conté espermatozoides. L'esperma viatja a través de la vagina i el coll uterí fins a l'úter o les trompes de Fal·lopi per a la fertilització de l'òvul. Després de la fertilització i si la implantació és reeixida, la gestació del fetus es produeix a l'úter de la femella durant aproximadament nou mesos, aquest procés es coneix com a embaràs en humans. La gestació acaba amb el naixement, el procés del naixement es coneix com a part. Treball format pels músculs de la contracció de l'úter, el coll uterí dilata, i el nadó passa per la vagina (l'òrgan genital femení). Els nadons humans i els nens estan gairebé indefensos i requereixen un alt nivell de cura dels pares durant molts anys. Un tipus important de la cura parental és l'ús de les glàndules mamàries en els pits de la dona per alletar el nadó.
El sistema reproductor femení té dues funcions: la primera és la de produir òvuls, i el segon és protegir i nodrir la descendència fins al naixement. El sistema reproductor masculí té una funció, i que és produir i dipositar els espermatozoides. Els éssers humans tenen un alt nivell de diferenciació sexual. A més de les diferències en gairebé tots els òrgans reproductius, nombroses diferències solen ocórrer en les característiques sexuals secundàries.

### Procés reproductiu en el mascle
- Formació d'espermatozoides (espermatogènesi) que s'inicia en la pubertat i continua tota la vida.[8]
- Hormones sexuals: testosterona, formada amb substàncies precursores originades en la hipòfisi i hipotàlem, amb funcions de producció d'espermatozoides i determinació dels caràcters sexuals secundaris.
- Conducció d'espermatozoides través del conducte deferent que connecta al conducte ejaculatori que desemboca en la uretra. El semen el formen els espermatozoides i les secrecions emeses per vesícula seminal, glàndula prostàtica i glàndula bulb uretral. El penis en erecció durant la còpula podrà penetrar a la vagina i alliberar-hi el semen.

### Procés reproductiu en la femella
- L'oogènesi es fa a l'ovari i un oòcit s'allibera cada mes des de la pubertat a la menopausa.
- L'oòcit passa a l'oviducte (trompes de Fal·lopi)que desemboca en a l'úter.[8]
- La vagina que connecta amb l'úter pel cèrvix rep el penis en el coit i l'oòcit podrà ser fertilitzat.[8]
- Regulació hormonal del cicle ovàric per estrogen i progesterona emesos per la hipòfisi i l'hipotàlem que estimulen el desenvolupament i preparació de la capa de l'endometri de l'úter per a la implantació del zigot. Si no hi ha embaràs cauen els nivells hormonals i l'endometri necrotitzat s'expulsa.[10]

### Gametogènesi
La producció de gàmetes es porta a terme dins de les gònades a través d'un procés conegut com la gametogènesi. Gametogènesi es produeix quan certs tipus de cèl·lules germinals pateixen meiosi per dividir el nombre diploide normal de cromosomes en cèl·lules haploides que contenen només 23 cromosomes. En els homes aquest procés es coneix com a espermatogènesi i té lloc només després de la pubertat en els túbuls seminífers dels testicles. L'espermatozoide immadur o esperma s'envia llavors a l'epidídim on els creix la cua i guanyen mobilitat.
En les femelles la gametogènesi es coneix com l'ovogènesi que es produeix en els fol·licles ovàrics dels ovaris. Aquest procés no produeix un òvul madur fins a la pubertat. En contrast amb els homes, cadascuna de les cèl·lules germinals diploides originals o oòcits primaris formen només un òvul madur, i tres cossos polars que no són capaços de fertilització. Durant molt temps s'havia estès la teoria que les dones ja tenien en el moment de naixement tots els oòcits primàris, i que les etapes finals de la producció d'òvuls es reprenien a la pubertat.
No obstant, a la literatura científica trobem dades recents que desafien aquesta hipòtesi. Aquestes noves dades indiquen que en almenys algunes espècies de mamífers ovòcits continuen generant a les dones després del naixement.

### Malalties del sistema reproductor
Com tots els sistemes d'òrgans complexos el sistema reproductor humà es veu afectada per moltes malalties. Hi ha quatre categories principals de malalties de la reproducció en éssers humans: 
- Alteracions genètiques o congènites,
- Tipus de càncer
- Infeccions (principalment malalties de transmissió sexual)
- Problemes de funcionament causats per factors ambientals, danys físics, problemes psicològics, trastorns autoimmunes o altres causes.

El tipus més conegut dels problemes funcionals inclouen la disfunció sexual i infertilitat que són dos termes generals relacionades amb molts trastorns amb moltes causes.
Específics de malalties reproductives són sovint els símptomes d'altres malalties i trastorns, o tenen causes múltiples o desconeguts que els fan difícils de classificar. Exemples de trastorns inclassificables inclouen la malaltia de Peyronie en els mascles i l'endometriosi en dones. Algunes malalties congènites causen anormalitats reproductives, però són més conegudes per altres símptomes com ara: síndrome de Turner, síndrome de Klinefelter, fibrosi quística i la síndrome de Bloom.

### Vasectomia i lligadura de trompes
El sistema reproductor també es pot veure alterat de forma voluntària, com a mètode anticonceptiu. En aquest sentit s'ha de destacar:
- Vasectomia: És un mètode anticonceptiu d'esterilització masculina permanent, consistent en la lligadura i secció dels conductes deferents. Com a conseqüència, normalment en el periòde d'un trimestre, el semen ejaculat ja no conté espermatozoides i, per tant, l'home no té capacitat reproductiva.[14][15]

- Lligadura de trompes: La lligadura de trompes és un mètode anticonceptiu d'esterilització femení permanent, consistent en la lligadura i secció de les trompes de Fal·lopi, de manera que no poden posar-se en contacte els espermatozoides amb l'òvul. No altera el procés hormonal, per tant, no interfereix les relacions sexuals ni en la libido. Com a conseqüència, la dona perd la capacitat reproductiva. Es tracta d'una intervenció quirurgica més complicada que en el cas de la vasectomia dels homes, tant si es practica mitjançant laparotomia o laparoscòpia, i es pot realitzar amb anestèsia general o anestèsia epidural.[16]

### Naixement i primers mesos
Una vegada han passat nou mesos de gestació, i si l'embaràs ha resultat normal, l'embrió humà ja és prou desenvolupat com per a sobreviure per si sòl, en aquest moment es produeix el part i el naixement de la criatura. Un part normal es desenvolupa en tres etapes: el treball de part, amb una durada d'entre dues i divuit hores aproximadament; el part pròpiament dit, que dura d'entre quinze minuts a dues hores, i l'expulsió de les secundines (placenta), que té una durada d'uns vint minuts.
En aquest moment el nounat s'independitza de la seva mare i aquest ha de ser capaç de dur a terme una gran adaptació al nou entorn ràpidament. Les funcions que exercia la mare per a ell (Respiratòria, circulatòria, digestiva i de regulació de la temperatura) les ha de fer el nadó.
Als primers segons de néixer el nadó ja ha de respirar pel seu compte, fet que provoca un canvi fonamental en l'aparell circulatori : la sang ja no es desplaça cap a la placenta materna, sinó que ho fa cap als pulmons del nounat. Els nutrients a partir d'aquest moment arribaran a través de la llet, i l'aparell digestiu començarà a funcionar per primera vegada. El nadó ja no estarà sempre a una temperatura constant de trenta-sis graus i mig, sinó que haurà d'adaptar-se a l'ambient, per això serà necessari que el sistema de regulació de la temperatura es posi en marxa. Tots aquests canvis els realitza el nadó en els primers dies de vida.

#### Estats de Nadó
En els primers dies de vida el nadó sol restar en els següents 6 estats
- Son irregular: estat en el qual el nadó dorm, però no és un son profund, ja que a vegades té els ulls mig oberts.
- Son regular: en aquest cas el nadó dorm profundament.
- Estat de somnolència: en el qual el nin està mig despert, mig adormit.
- Estat d'alerta inactiva: El nadó és absolutament despert, però resta molt quiet, sense cap tipus d'activitat.
- Estat d'alerta activa: El nadó està despert i manté una intensa activitat física: moviment de braços, cames, ulls, etc.
- Plors: és sens dubte l'eina de comunicació del nadó amb l'entorn, aquest plora quan té algun problema o necessitat. Té gana, s'ha fet pipí o caca, té algun tipus de mal, etc. Cadascuna d'aquestes situacions dona lloc a un tipus de plor diferent, si bé que aquests solen ser difícils de distingir.

D'aquests estats, el més habitual és el de son, ja sigui regular o no, i el menys habitual és el de plors.

### Desenvolupament del ser humà

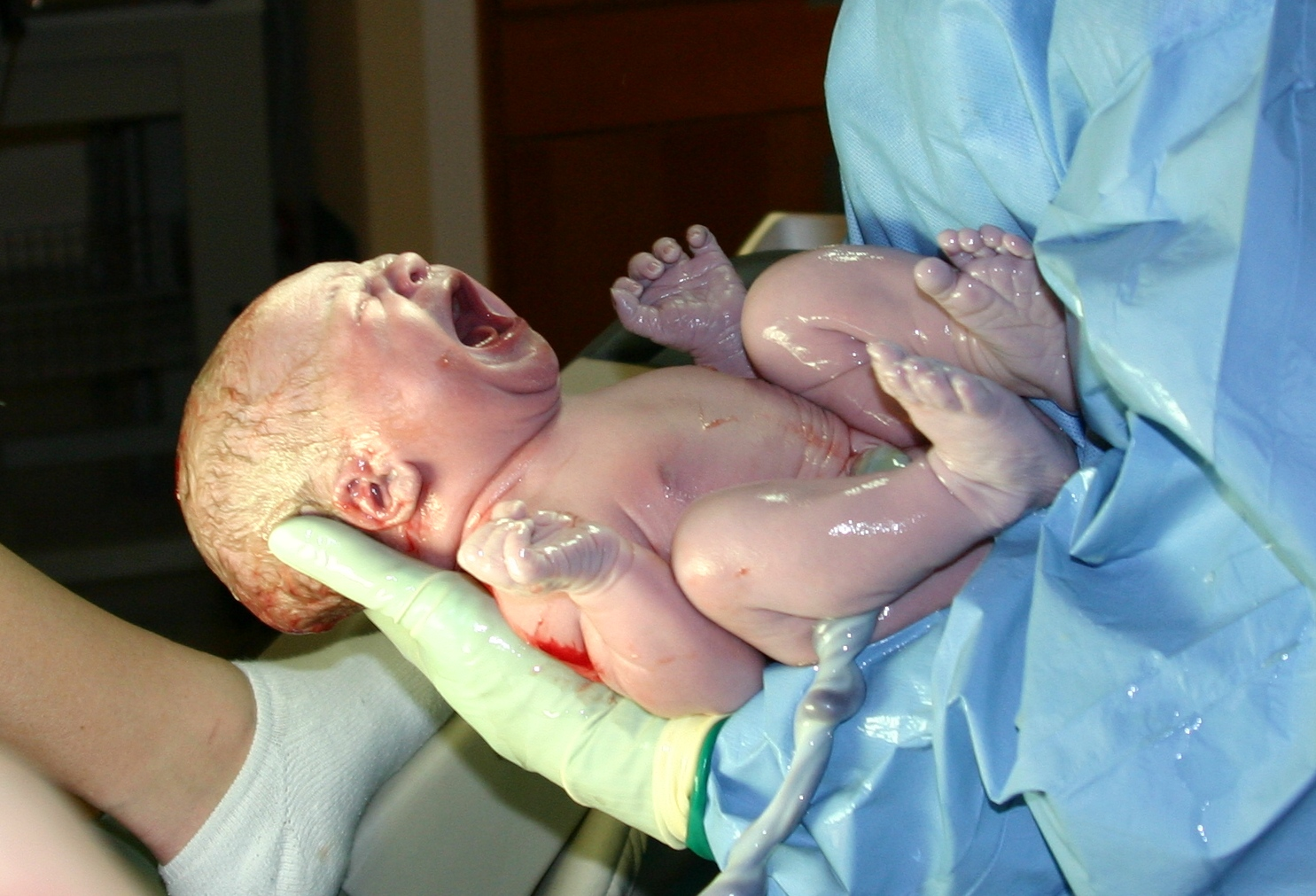
Un nounat

En general, s'entén que la infància comença amb el naixement, tot i que existeixen postures divergents al respecte. Abans del naixement, la formació del nen passa per les següents fases:
- Zigot, el punt de la concepció, fertilització. En aquest moment el ser és unicel·lular.
- Embrió; és el període des que l'ésser encara no té la forma humana (és irrecognoscible a simple vista).
- Fetus; és l'última fase o preparació del naixement, en aquesta fase es reconeix a simple vista que l'ésser és humà.

Infància:
- Lactant (bebè), és el primer mes fora de l'úter fins a completar l'any.
- Infància (infant), edats 1 - 5 anys.
- Infància (nen), edat de l'escola primària (edats 6 - 11 anys).
- Preadolescència (preadolescent), edats 11 - 13 anys, aproximadament.

Posterior a la infància:
- Adolescència (adolescent), edats 14 - 20 anys, aproximadament.
- Edat adulta, edats 20 - 38 anys (adult jove) i edats 38 - 60 anys (adult o adult madur).
- Vellesa (ancià), edats > 65 anys

## Sistema reproductor en el Regne Animal
Els animals vertebrats comparteixen tots elements clau del seu sistema reproductor. Tots tenen òrgans productors de gàmetes, o gònades. Aquestes gònades estan connectades per oviductes a una obertura a l'exterior del cos, generalment una cloaca, però a vegades un únic por com per exemple la vagina o un òrgan intromitent.

### Mamífers

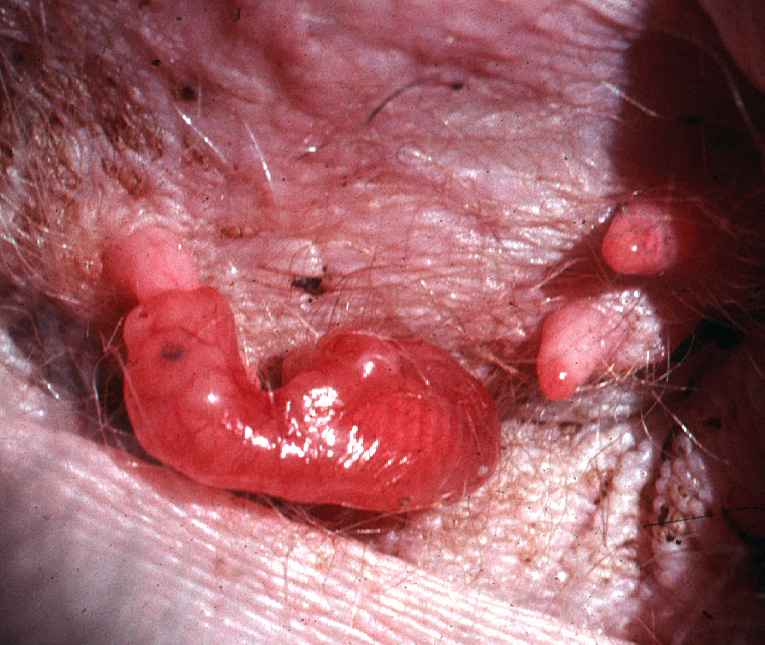
Una cria de marsupial acabada de néixer xucla llet d'una mamella, dins el marsupi.

La majoria de sistemes reproductors dels mamífers són similars, però existeixen algunes diferències notables entre els mamífers "normals" i els humans. Per exemple, la majoria de mascles mamífers tenen un penis que queda amagat internament fins que està erecte, i la majoria tenen un os penià o bàcul. A més, els mascles de la majoria d'espècies no romanen constantment sexualment fèrtils, com ho fan els humans. Com els humans, la majoria de grups de mamífers tenen testicles descendits que es troben dins d'un escrot, però d'altres tenen testicles descendits que reposen a la paret corporal ventral, i alguns grups de mamífers, com per exemple els elefants, tenen testicles no descendits que es troben ben endins de les cavitats corporals, a prop dels ronyons.

### Ocells
Els mascles i femelles dels ocells tenen una cloaca, una obertura a través de la qual passen els ous, esperma, i els residus. El coit es realitza pressionant els llavis de la cloacae junts, que de vegades és conegut com el "petó de cloaca", temps durant el qual el mascle transfereix el seu esperma a la femella. Algunes espècies d'aus, com per exemple la majoria de les aus aquàtiques, tenen un òrgan que es coneix com un fal·lus, que és anàleg al penis dels mamífers. La femella pon els ous amniòtics en el qual els embrions es desenvolupen. A diferència de la majoria dels vertebrats les femelles dels ocells solen tenir només un ovari i l'oviducte funcional. Com a grup, els ocells, com els mamífers, destaquen pel seu elevat grau de responsabilitat paterna i tenen molta cura de les cries. En aquest sentit, destaquen moltes aus marines que, a més a més, amplien els períodes de cura dels pares; el més espectacular és el de la fregata gran (Fregata minor), que són alimentats pels pares fins a un màxim de 14 mesos, tot i que ja són capaços de volar.

### Rèptils

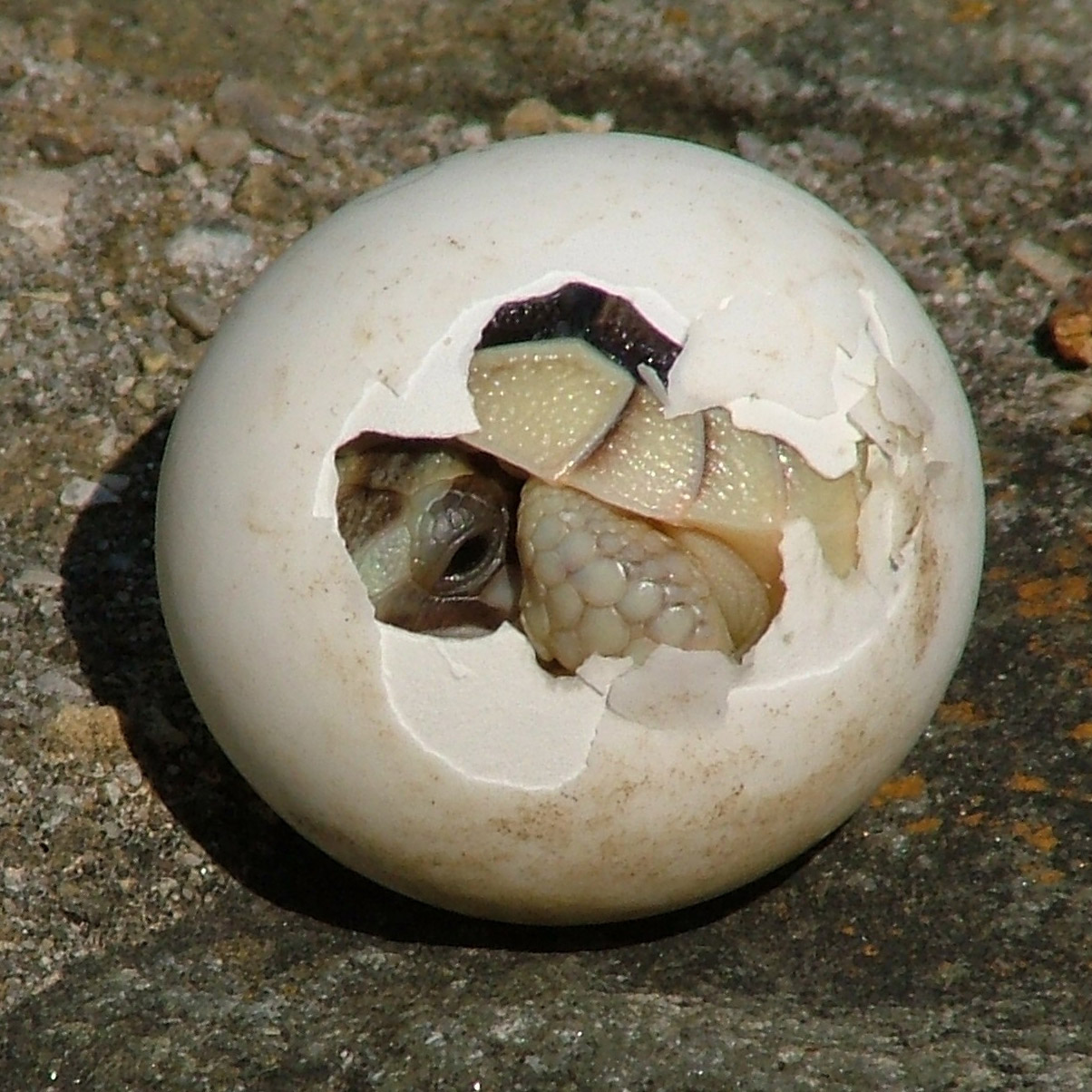
Tortuga a punt d'abandonar l'ou

La majoria dels rèptils es reprodueixen sexualment, encara que alguns són capaços de reproduir-se asexualment. Gairebé tots els rèptils tenen dimorfisme sexual, i es reprodueixen a través de la fecundació interna de la cloaca; els òrgans reproductors es troben dins de la cloaca. Tots activitat reproductiva es produeix a través de la cloaca, l'única sortida i entrada adequada, que es troba a la base de la cua, i que és per on eliminen els residus.
Alguns rèptils ponen els seus ous mentre que altres són vivípars. La majoria dels rèptils mascles tenen òrgans copuladors, que són generalment retrets o invertits i protegits dintre del cos. En les tortugues i cocodrils, el mascle té un penis-com a mitjà d'òrgans, mentre que els mascles de les serps i els llangardaixos tenen cadascun un parell d'òrgans similars a un penis. Les tuatares no tenen òrgans copuladors i, per tant, els mascles i les femelles simplement ajunten les seves cloaques amb pressió i el mascle excreta l'esperma.

### Amfibis

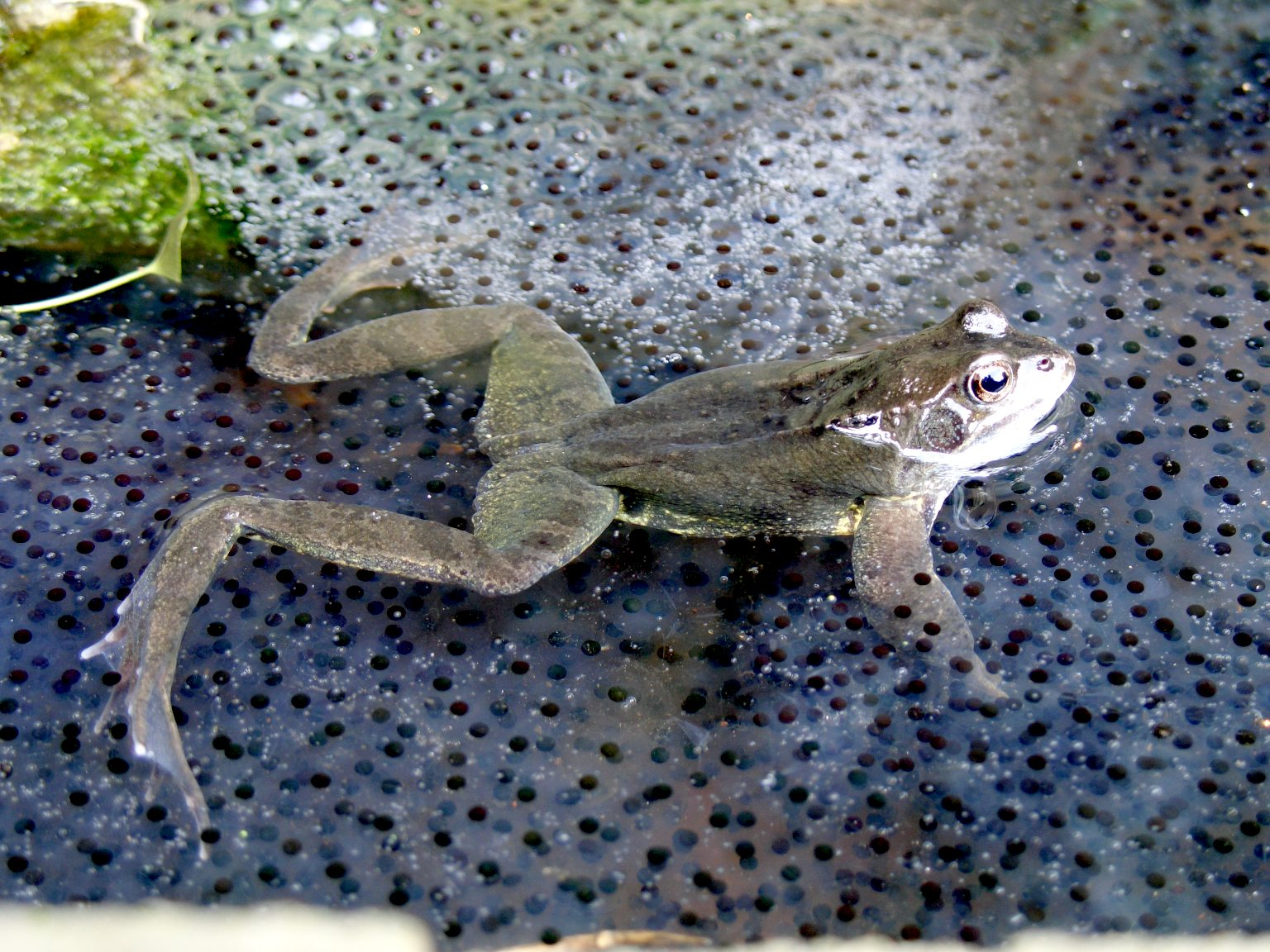
Una granota asseguda en una massa dels seus propis fresar

La majoria dels amfibis presenten la fecundació externa dels ous, generalment a l'aigua, tot i que alguns amfibis, com les cecílies, gimnofions o àpodes, realitzen la fertilització interna. Tenen gònades internes connectades a la cloaca pels conductes.

### Peixos
Els peixos presenten una àmplia i diversa gamma d'estratègies reproductives. La majoria dels peixos, però, són ovípars i presenten la fertilització externa. En aquest procés, les femelles utilitzen la seva cloaca per alliberar una gran quantitat dels seus gàmetes a l'aigua, procés anomenat fresa, en l'aigua i un o més mascles alliberen sobre els ous no fecundats una mena de "llet", un líquid blanc que conté una gran quantitat d'esperma.
Altres espècies de peixos són ovípars però amb la fertilització interna amb el suport de les aletes anals o pelvianes que es modifiquen i s'han transformat en un òrgan anàleg al penis humà. Una petita part de les espècies de peixos són vivípars o ovovivípars com, per exemple, els pecílids.
Les gònades dels peixos solen ser parelles, sigui d'ovaris o testicles. La majoria dels peixos presenten dimorfisme sexual, tot i que algunes espècies són hermafrodites o unisexuals.

### Invertebrats
Els invertebrats tenen una molt àmplia gamma de sistemes reproductius, però tots ells ponen ous. També hi ha invertebrats que gairebé tots són hermafrodites i presenten fecundació externa.

## Sistema reproductor en el Regne Vegetal
Els vegetals alternen dins el seu cicle vital, una etapa de reproducció asexual i una etapa de reproducció sexual. Això fa que distingim dues generacions: 
- L'esporòfit, que és diploide i forma per meiosi espores haploides dins d'unes estructures anomenades esporangis.
- El gametòfit, haploide especialitzat en la reproducció sexual i en la formació dels gàmetes.

Aquestes dues generacions se succeeixen: quan l'espora que ha fabricat l'esporòfit germina, apareix un gametòfit. El gametòfit produirà gàmetes que després de la fecundació originaran de nou un esporòfit. L'esporòfit i el gametòfit no són igual d'importants en tots els tipus de plantes. A mesura que els vegetals evolucionen la generació del gametòfit va quedant reduïda fins a convertir-se en un petit grup de cèl·lules que no podem veure a simple vista.

### Òrgans reproductors
Els òrgans reproductors mascles i femelles dels espermatòfits estan situats a les flors. La flor és l'òrgan que permet la reproducció sexual d'una planta sense necessitat d'aigua en el medi per poder traslladar-se els gàmetes masculins, ja que aquests es traslladen a través de l'aire dintre dels grans de pol·len. L'esporòfit és la generació aparent i la que produeix dos tipus d'espores, unes masculines anomenades micròspores, i d'altres de femenines dites megàspores. Aquestes espores germinen, per la seva banda un gametòfit masculí (el gra de pol·len) i un gametòfit femení que mai no arriba a independitzar-se de l'esporòfit i que pot considerar-se gairebé paràsit d'ell.

### Androceu
L'Androceu filament antera és el conjunt d'estams de la flor. Cada estam consta d'un filament que sosté, a l'extrem, l'antera. Cada antera està formada per dues meitats simètriques anomenades teca. Cada teca té 2 sacs pol·línics (microsporangis). Dins aquests sacs pol·línics hi ha espores haploides que formaran els grans de pol·len. Els grans de pol·len són els petitíssims gametòfits masculins i en el seu interior es formaran els anterozoides (gàmetes masculins)

### Estams

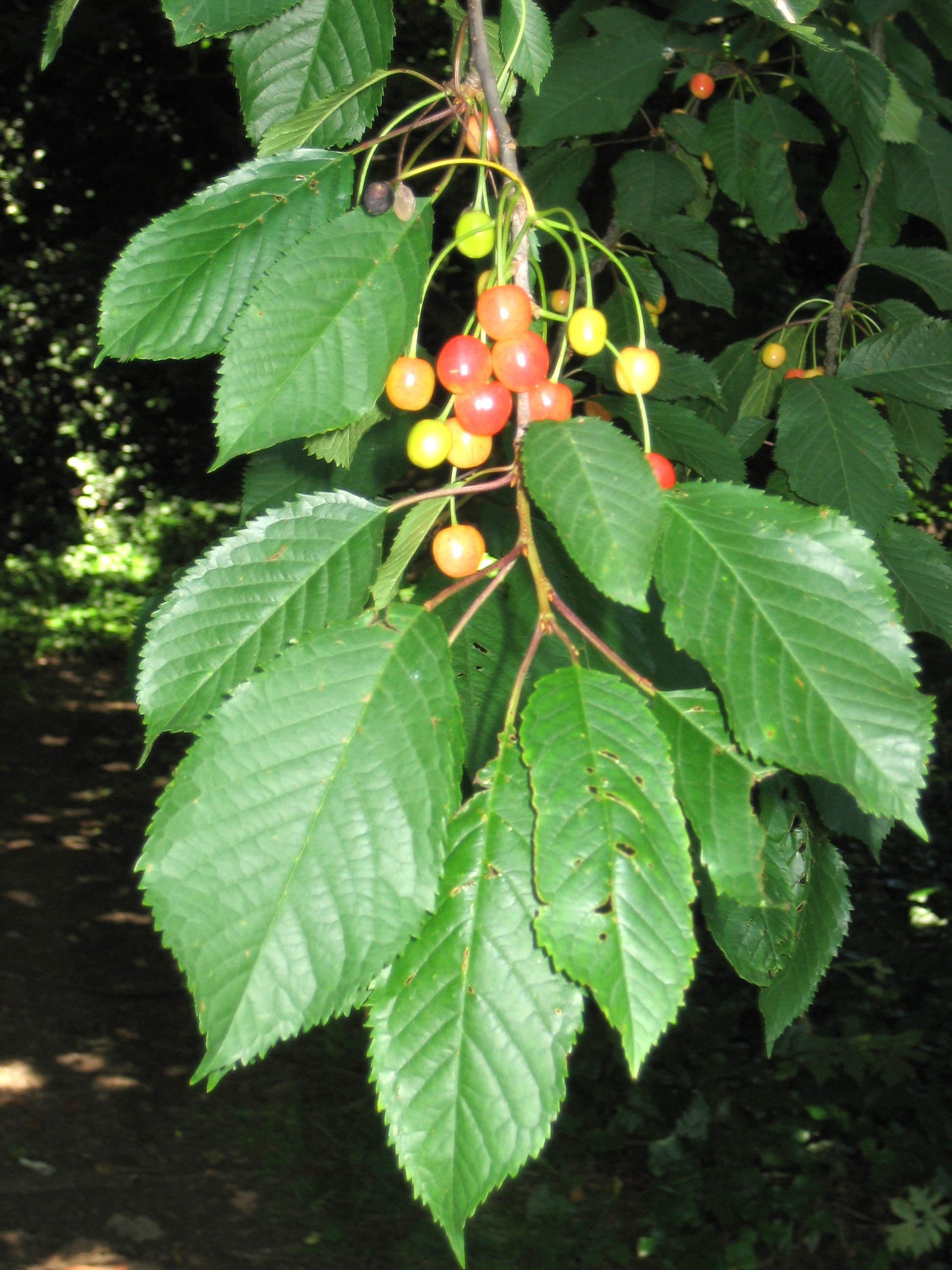
El cirerer és un exemple de planta hermafrodita

Els estams de les flors són la part femenina de la flor. Està format per una o més estructures en forma de botella de coll allargat denominades pistils. Cada pistil està formada per una o per diverses fulles modificades que reben el nom de carpels. En un pistil es pot distingir tres part:
- L'Ovari estil
- Estigma
- El Gineceu

En l'interior de l'ovari es troben els òvuls. Els òvuls contenen el gametòfit femení, encarregat de produir les oosferes. Els òvuls es convertiran en llavors.
Segons es manifesten els sexes a les flors podem tenir.
- Flors Hermafrodites:. Són les que tenen els dos sexes en una mateixa flor. Exemple: cirerer.
- Flors unisexuals. Quan cada sexe es troba en una estructura floral diferent. En aquest cas es poden donar dues situacions ben diferents.
- Plantes Monoiques: Aquelles que tenen flors masculines i flors femenines en una mateixa planta encara que en punts diferents de la planta. Exemple: avellaner.
- Plantes Dioiques: Les flors de cada sexe es troben en peus o plantes diferents donants lloc a plantes masculines i plantes femenines. Exemple: Ginkgo.[28]

### Pol·linització
La pol·linització es produeix quan l'estigma que rep el pol·len. Quan prové de la mateixa flor, parlem d'autopol·linització; en canvi si l'estigma és d'una altra flor aleshores en diem pol·linització creuada. La pol·linització és el procés pel qual els gàmetes masculins continguts en els grans de pol·len són transportats fins a l'òrgan sexual femení. El gra de pol·len fixat sobre l'estigma genera un llarg tub anomenat tub pol·línic que recorre l'estil fins a arribar a l'ovari. Dins l'ovari hi ha els òvuls. Cada òvul és un gametòfit femení que conté una oosfera. Per l'interior del tub pol·línic descendeixen els dos gàmetes masculins o anterozoides. Els dos gàmetes masculins que arriben a l'ovari són fèrtils i tindrà lloc una doble fecundació

## Reproducció al Regne dels Fongs

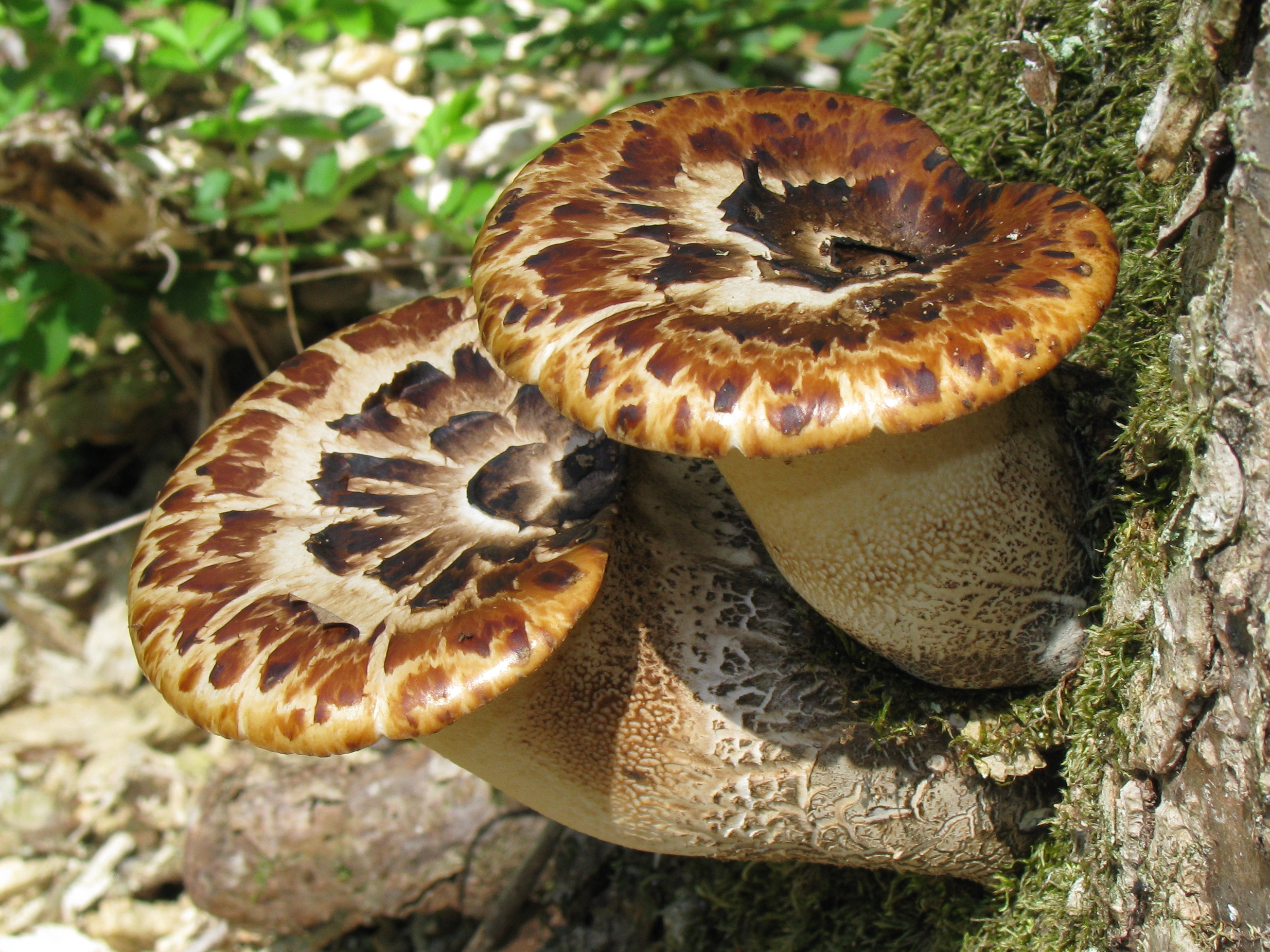
El Fongs tenen un sistema reproductiu complex

La reproducció dels fongs és complexa, reflectint l'heterogeneïtat d'estils de vida i genètica dins d'aquest regne d'organismes. Es poden sexualment o asexualment en funció de les condicions a les quals estan sotmesos. Aquestes condicions engeguen programes de desenvolupament genèticament que determinen quin sistema de reproducció s'usa, sexual o asexual, cobrint tant la reproducció com la disseminació eficient de les espores o propàguls portadors d'espores.
- Reproducció asexual: La reproducció asexual mitjançant espores vegetatives o fragmentació micelial és comuna; manté poblacions clonals adaptades a nínxols específics, i permet una dispersió més ràpida que la reproducció sexual.[35] En el cas dels "fongs imperfectes", o deuteromicets, és l'únic mitjà de propagació.[34]

- Reproducció sexual: La reproducció sexual amb meiosi es dona en tots els fílums fúngics tot i que és molt diferent del regne vegetal i/o animal i fins i tot, entre els mateixos fongs. Els grups principals de fongs han estat determinats inicialment basant-se en la morfologia de les seves estructures sexuals i espores; per exemple, les estructures portadores d'espores, els ascs i els basidis, es poden utilitzar per identificar ascomicets i basidiomicets, respectivament. Algunes espècies poden tenir sistemes d'incompatibilitat vegetativa que només permet l'aparellament entre individus de tipus d'aparellament oposats, mentre que d'altres s'aparellen i es reprodueixen sexualment amb qualsevol altre individu o amb si mateixes. Les primeres espècies són denominades heterotàl·liques i les últimes homotàl·liques.[36]